# A Era do Apocalipse
A Era de Apocalipse (No original, Age of Apocalypse) foi um evento de grande importância para a cronologia das revistas em quadrinhos da editora Marvel, tendo influenciado principalmente títulos relacionados com os heróis mutantes, como os X-Men.

## Enredo
A saga da Era de Apocalipse começa com o mutante Legião voltando no tempo para matar Magneto, o maior inimigo de seu pai (o Professor Xavier). Porém no momento em que iria realizar seu intento, o próprio Xavier interferiu, sendo ele a morrer. A morte do professor X provoca mudanças drásticas no futuro. Legião imediatamente deixa de existir, já que seu pai morreu antes que ele nascesse. Tocado pelo sacrifíco de Xavier, Magneto adota sua política de convivência pacífica entre humanos e mutantes.
O poderoso mutante Apocalipse, ciente da morte de Xavier, começa a sua guerra pela supremacia dos mais fortes dez anos antes do que havia começado na verdadeira linha do tempo da revista. Quando Magneto fundou os X-Men no lugar do professor Xavier, Apocalipse já havia estabelecido seu poder. Ele reinava sobre a América do Norte a partir da cidade de Nova York, renomeada como Ilha de Apocalipse e delegou a seus cavaleiros o governo sobre os demais territórios que não foram destruídos.
Enquanto isso, Magneto treina jovens mutantes que tem como seus pupilos para combater os cavaleiros de Apocalipse. São eles Colossus, Mercúrio, Homem de Gelo, Jean Grey, Tempestade, Feiticeira Escarlate, Vampira e Wolverine.
Na maioria das vezes os mutantes capturados pelos exércitos de Apocalipse são levados para as experiências do Fera Negro, que nessa realidade apocalíptica adotou a ciência sem escrúpulos para satisfazer o seu ego de cientista, criando para apocalipse modelos ideais e aperfeiçoados de mutantes, como Polaris e muitos outros.
Coube ao mutante Bishop voltar no tempo para impedir o surgimento da Era de Apocalipse, mas esse fato foi retardado por um surto temporário de amnésia que sofreu durante a troca de realidades. A volta de Bishop ao passado coincide com o combate nuclear entre o Supremo Conselho Humano (uma organização de resistência) e Apocalipse, que matou a maior parte dos personagens. Somente os considerados fortes eram mantidos vivos. Aqueles considerados por Apocalipse como os mais capazes formavam a sua Força de Elite Mutante.
Alguns personagens, após o fim da saga, conseguiram escapar para a realidade "oficial". São eles: o X-Man (Nate Grey, contraparte de Cable da Era de Apocalipse), o Fera Negro (contraparte de Fera), Sugar Man (Homem Doce), Blink e Holocausto. A vinda destes personagens para a linha de tempo oficial dos X-Men foi entrelaçada com antigos eventos das revistas. O X-Man chegou à Terra 616 no "presente" e foi um dos principais responsáveis pela derrota de Massacre. O Fera Negro viajou para vinte anos antes da viagem de Legião ao passado e influenciou os eventos do arco de história Massacre de Mutantes. Sugar Man forneceu ao governo de Genosha a tecnologia que eles usaram para escravizar mutantes. Blink se tornou líder de uma equipe formada por mutantes retirados de suas realidades alternativas originais, os Exilados. Já Holocausto se envolveu com o Clube do Inferno e com Massacre.

## Outras versões
Em 2015, a saga foi revisitada através de uma versão escrita por Fabian Nicieza (um dos escritores da versão original) e desenhada por Gerardo Sandoval, como um Tie-in da mega-saga Guerras Secretas.

## Em outras mídias
A saga serviu em parte, como inspiração para o filme X-Men: Apocalipse, sexto filme da equipe mutante no cinema. Porém, o filme não é uma adaptação literal dos quadrinhos.

## Publicação no Brasil
Foi publicada no Brasil primariamente pela Abril Jovem.[carece de fontes?] A Editora Panini Comics republicou a série em 2012, compilada em seis volumes.